# Тихоня (фильм, 2022)
«Тихоня» (англ. The Quiet Girl, ирл. An Cailín Ciúin) — ирландский художественный фильм режиссёра Колма Байрида, главную роль в котором сыграла Кэтрин Клинч. Премьера состоялась 11 февраля 2022 года на 72-м Берлинском кинофестивале. Фильм был номинирован на «Оскар», получил ряд других наград и номинаций.

## Сюжет
Действие фильма разворачивается в ирландскоговорящем районе Ринн (графство Уотерфорд). Главная героиня фильма — тихая и послушная девочка по имени Кейт из неблагополучной многодетной семьи. В школе её считают странной, и она чувствует себя подавленной из-за того, что мочится в постель. Её мать в очередной раз беременна, а потому Кейт отправляют к дальним родственникам — супругам Ивлин и Шону. Ивлин относится к девочке с любовью и заботой, так что проблемы сходят на нет. Постепенно и суровый Шон привыкает к ребёнку. Однако из-за несдержанности соседки девочка узнаёт тайну, которую от неё скрывали: оказывается, у Ивлин и Шона был сын, который утонул, и в первый месяц своей жизни в новом доме она носила его одежду. После долгой и откровенной беседы между героями устанавливается глубокое доверие.
Вскоре мать Кейт рожает сына, к тому же начинается новый учебный год, так что девочке пора домой. Ивлин и Шон отвозят её к родителям. Когда они уезжают, девочка догоняет их машину, обнимает Шона и называет его «папой».

## В ролях
- Кэтрин Клинч — Кейт
- Кэрри Краули — Ивлин Кинселла
- Эндрю Беннетт — Шон Кинселла
- Майкл Патрик — отец
- Кэролин Брекен — женщина в машине
- Джоан Шихи — Уна (соседка)

## Создание
В основу фильма лёг роман ирландской писательницы Клэр Киган «Приёмная» (2010), рассказывающий историю девочки, которую её родители отослали к родственникам, семье Кинселла (в оригинале супругов зовут Эдна и Джон). Сама писательница считает, что её произведение — это «анализ дома и анализ пренебрежения». По словам режиссёра фильма Колма Байреда, книга глубоко его поразила и заставила задуматься над тем, что с детьми в Ирландии в прошлом обходились очень плохо (тем более, что он сам недавно стал отцом). Героиня не переживает по-настоящему страшных событий, но всё же одна из основных тем фильма — пренебрежение и жестокость к детям.
Значительная часть фильма снята на ирландском языке (на английском постоянно говорит только отец Кейт, тогда как Ивлин и Шон общаются с ней и между собой по-ирландски). Спонсором съёмок был телеканал TG4, где демонстрируются передачи и фильмы на ирландском. Съёмки проходили в Дублине и в графстве Мит. Известно, что для авторов картины сложнее всего было найти актрису на главную роль, так как планировалось показать всё происходящее глазами ребёнка. В итоге 9-летнюю девочку сыграла Кэтрин Клинч, ученица школы с преподаванием на ирландском языке, которой на момент съёмок было 12 лет.

## Релиз и оценки
Премьера картины состоялась 11 февраля 2022 года на 72-м Берлинском кинофестивале. «Тихоня» получила «Хрустального медведя» от международного жюри и специальное упоминание от детского жюри. Позже её показали на кинофестивалях в Дублине и Глазго. 12 мая 2022 года начался театральный прокат в Ирландии, причём «Тихоня» стала самым успешным фильмом на ирландском языке в истории.
Картина получила 11 номинаций на Ирландскую кино- и телепремию (IFTAs) и победила в семи из них, причём Кэтрин Клинч была выбрана лучшей актрисой, соревнуясь в этой номинации с четырьмя взрослыми актрисами. В январе 2023 года «Тихоня» была номинирована на «Оскар» в категории «Лучший иностранный художественный фильм», став первым фильмом на ирландском языке, получившим такую номинацию. Кроме того, она получила две номинации на премию Британской Академии в области кино и одну — на премию «Спутник», ряд других наград и номинаций.
На сайте-агрегаторе отзывов Rotten Tomatoes рейтинг картины составил 100 %. Критики характеризовали «Тихоню» как «фильм с деликатной историей, полной подробностей о детстве, горе и восстановлении семьи», в котором «очень сильное повествование сочетается с потрясающей кинематографией». По мнению редакции газеты Irish Times, фильм в целом способствовал популяризации ирландского языка в самой Ирландии